# Spiegelstadium

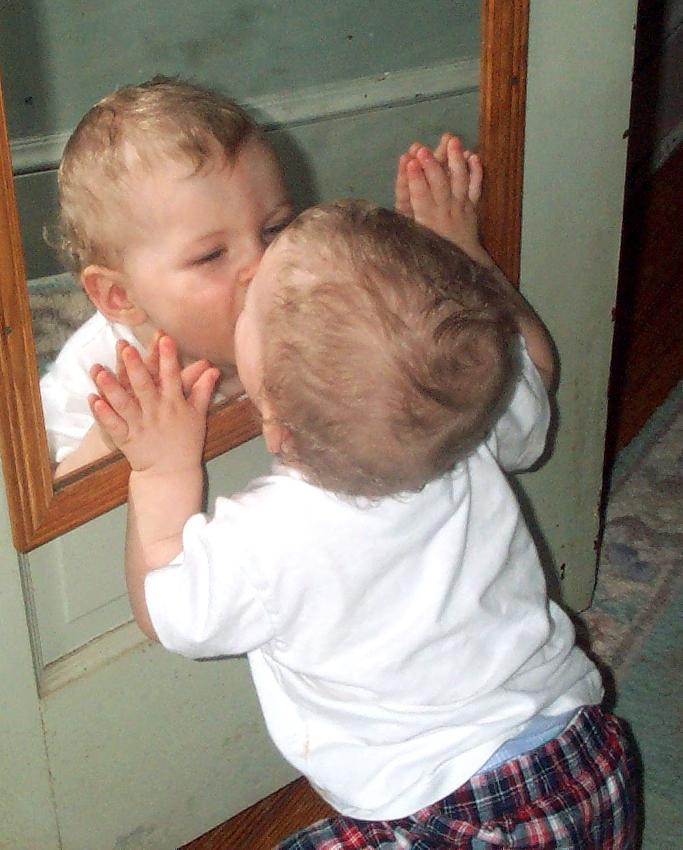
Ein Kleinkind betrachtet sich im Spiegel.

Das Spiegelstadium (französisch le stade du miroir) bezeichnet in der Theorie des französischen Psychoanalytikers Jacques Lacan eine Entwicklungsphase des Kindes um den 6. bis 18. Lebensmonat, innerhalb der die Entwicklung des Ichs stattfindet. Lacan versucht mit dieser Theorie, eine Antwort auf die Frage zu geben, wie im Menschen Selbstbewusstsein entsteht und funktioniert.
Die Konzeption des Spiegelstadiums zählt zu den bekanntesten und einflussreichsten Theorien Lacans. Sie wurde erstmals 1936 auf dem 14. Internationalen Kongress für Psychoanalyse in Marienbad vorgestellt. Eine überarbeitete Form stellte Lacan auf dem 16. Kongress 1949 in Zürich vor. Schriftlich wurde der Aufsatz nur in der zweiten Fassung von 1949 in den Écrits veröffentlicht. In deutscher Sprache erschien diese Theorie im Band Schriften I unter dem Titel Das Spiegelstadium als Bildner der Ichfunktion [fonction du Je], wie sie uns in der psychoanalytischen Erfahrung erscheint.

## Beschreibung des Spiegelstadiums
Lacan geht nach eigenem Bekunden von einer Beobachtung des Psychologen James Mark Baldwin aus, der feststellte, dass Kinder zwischen dem 6. und dem 18. Lebensmonat ihr eigenes Bild in einem Spiegel erkennen. Das Kind betrachte sich, so Lacan, eingehend im Spiegel und begrüße sein Bild mit einer „jubilatorischen Geste“ der Verzückung. Diese Verzückung interpretiert Lacan als Identifikation des Kindes, das sich dort zum ersten Mal selbst begegnet, mit seinem Bild. Diese Begegnung ist vor allem deshalb ein Anlass zur Freude, weil sich das Kind im Spiegel zum ersten Mal vollständig sieht, anstatt „zerstückelt“ aus der Leibperspektive – aus welcher man das eigene Gesicht nie sieht und seine eigenen Gliedmaßen daher unzusammenhängend als abgetrennt erscheinende „Partialobjekte“ erfährt.
Im Gegensatz zum Menschen lässt die meisten Tiere ihr Spiegelbild gleichgültig, indem sie sich beispielsweise rasch von ihm abwenden. Tiere, die im Spiegelbild ein fremdes Individuum vermuten und mit Drohgebärden reagieren, bestehen den Spiegeltest nicht. Es wird außerdem unterschieden, ob das Tier nur die Funktion des Spiegels versteht (der Spiegel als Hilfsmittel, um verstecktes Futter sichtbar zu machen) oder das eigene Spiegelbild darin erkannt wird.

## Das Spiegelstadium als Bildner der Ichfunktion
Mit dem ersten Blick auf das Ich als Ganzes konstituiert sich nach Lacan die psychische Funktion des Ichs (frz. je). Erst durch das im Spiegel erblickte Selbstbild entwickelt das Kind ein Bewusstsein von sich selbst. War es zuvor noch symbiotisch mit seiner Außenwelt – v. a. in Form der Mutter(brust) – verbunden, beginnen sich nun Ich und Nicht-Ich voneinander zu trennen. Das Kind erfährt sich zum ersten Mal als autonomes, kohärentes, vollständiges Lebewesen.
„Man kann das Spiegelstadium als eine Identifikation verstehen im vollen Sinne, den die Psychoanalyse diesem Terminus gibt: als eine beim Subjekt durch die Aufnahme eines Bildes ausgelöste Verwandlung.“ (Das Spiegelstadium als Bildner der Ichfunktion, S. 64)
Weil das Ich, das im Spiegelstadium entsteht, auf einem Bild basiert, konstituiert es nach Lacan eine ganze Sphäre des Bildhaften innerhalb des Psychischen, die Lacan mit dem einflussreich gewordenen Begriff des Imaginären bezeichnet. Das Imaginäre ist jene Existenzweise des Subjekts, die auf dem Blick und der Identifikation beruht, und in der das Selbstbewusstsein angesiedelt ist.

## Narzissmus

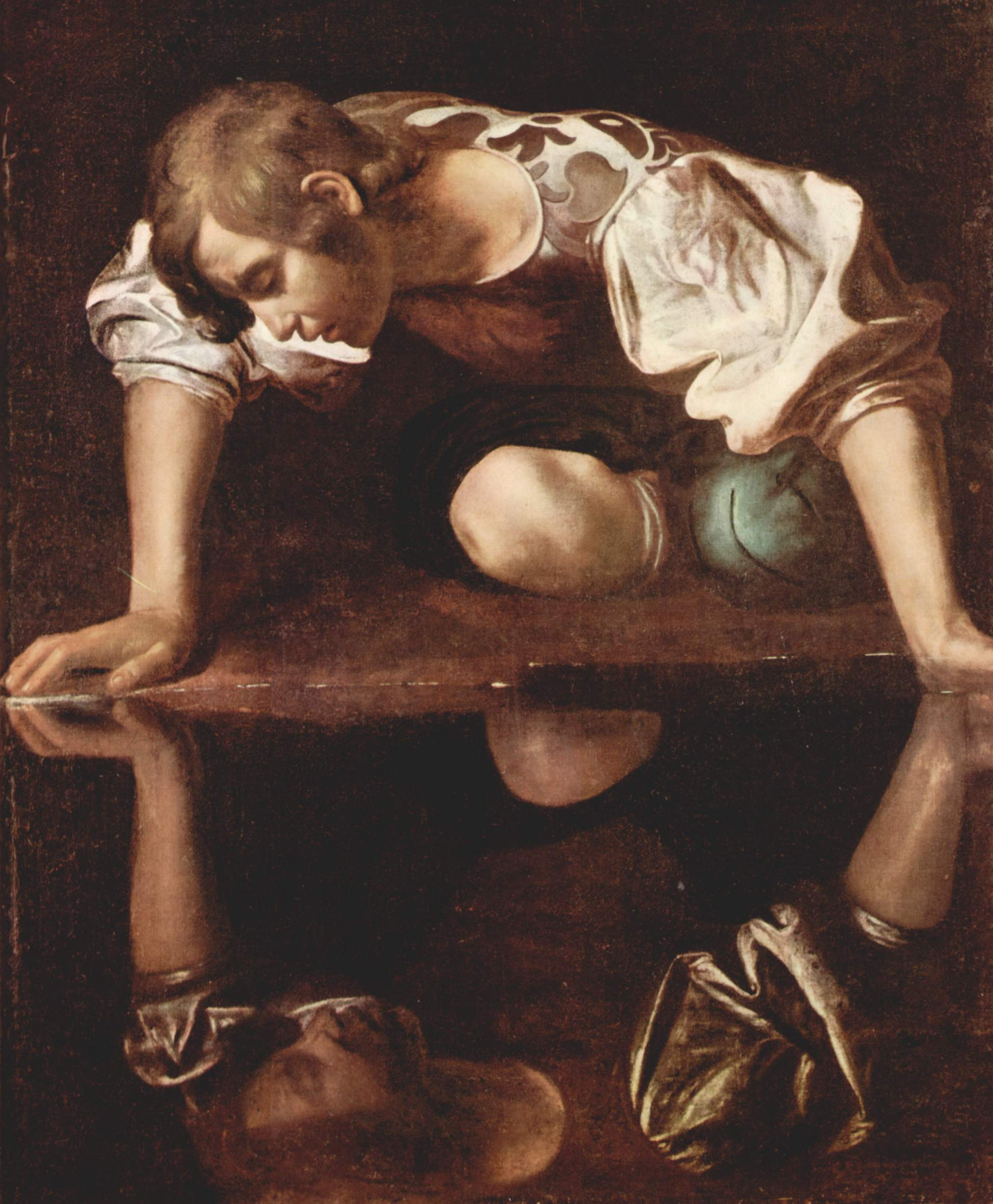
Caravaggios „Narziss“

Das Imaginäre ist aber auch der Ort von narzisstischen Größen- und Allmachtsphantasien, die eben auf dem Bild der Vollständigkeit beruhen, welches das Kind im Spiegel erfährt. Durch den Blick in den Spiegel nimmt es „in einer Fata Morgana die Reifung seiner Macht vorweg“, indem es sich als mächtig und autonom erlebt, auch wenn es real noch fast vollständig von seiner Umgebung abhängig ist. Das Kind sieht seine körperliche Einheit als „totale Form des Körpers“, aber es fühlt diese Einheit noch nicht. Das spiegelbildliche Ich ist eine Täuschung in Form eines narzisstischen „Größen-Selbst“, wie auch schon von Sigmund Freud beschrieben, auf dessen Begriff des „primären Narzissmus“ Lacan ausdrücklich zurückgreift.
Die Bedeutung dieses vollständigen Selbstbildes für das Subjekt wird daran deutlich, dass in psychotischen Zuständen des Wahnsinns diese Vollständigkeit oft zerbricht und dem Psychotiker in Träumen Partialobjekte wie z. B. abgehackte Hände erscheinen, welche er als traumatische Bedrohung wahrnimmt. Bekannte Beispiele für solche Partialobjekte sind nach Lacan in den Gemälden von Hieronymus Bosch zu finden. Auch im Verlauf psychoanalytischer Therapien tauchen manchmal angstauslösende Bilder von zerstückelten Körpern auf. Der primäre Narzissmus ist also lebenswichtig innerhalb der Phase der Adoleszenzentwicklung.
Bei dem Narzissmus im engeren Sinn führt die Selbstbespiegelung zu einer Erstarrung, welche tiefere zwischenmenschliche Beziehungen verhindern kann. Das imaginäre Bild im Spiegel hält das Subjekt wie in einem Bann gefangen: Es erstarrt im Anblick seiner imaginären Größe, es klammert sich an sein Größen-Selbst, es verliebt sich in sein Ich und schließt sich durch eine Form von „Trägheit“ psychisch gegen die Erfahrung von Andersheit ab. Der Andere wird zum Rivalen, welcher die narzisstische Beziehung zum eigenen Spiegelbild bedrohen kann. Lacan schreibt in diesem Kontext von einem „Knoten imaginärer Knechtschaft, den die Liebe immer neu lösen oder zerschneiden muß.“ (S. 70)
(Vgl. auch den antiken Mythos von Narziss zum Narzissmus als Form der Verliebtheit des Subjekts in sein Ebenbild.)

## Entfremdung und Ich-Spaltung
Die Vollständigkeit, die das Kind im Spiegel erfährt und die es mit seiner jubilatorischen Geste feiert, ist aber, obwohl der Mensch nicht ohne sie auskommt, wie gesagt eine Täuschung: Die imaginäre Einheit des Körpers im Spiegel ist noch keine reale Einheit. Die Identifikation des Kindes mit seinem Bild besitzt eine „Verkennungsfunktion“ (Das Spiegelstadium, S. 69) – das "Mich-Erkennen" (me connaître) ist zugleich ein Verkennen (méconnaître). Das Kind sieht nicht sich im Spiegel, sondern eben nur sein Bild. Der Ort dessen, was es sieht, befindet sich außerhalb seiner selbst: im Spiegel. Das Spiegelstadium geht daher auch mit der Erfahrung der Entfremdung einher und bewirkt eine Spaltung des Subjekts. Lacan unterscheidet deshalb zwischen zwei Formen des Ichs: dem Ich (je) und dem Ich (moi), auch wenn diese beiden Aspekte des Ichs im Spiegelstadium-Aufsatz nicht deutlich und systematisch voneinander abgegrenzt sind.

### Ich (je)
Das Ich (je) ist der unmittelbare Anblick des Ichs als ein anderes im Spiegel (je spéculaire), also der Blick auf das eigene Ich aus einer Außenperspektive, durch die das Kind sich überhaupt als jemand erfährt, der von anderen gesehen werden kann. Dieses „je spéculaire“ entwickelt sich schließlich zu einem sozialen Ich (je social). Bei der Entwicklung dieses sozialen Ichs fungiert das Spiegelbild als die „symbolische Matrix […], an der das Ich (je) in einer ursprünglichen Form sich niederschlägt.“ (Das Spiegelstadium, S. 64)
Dem Ich (je) entspricht der Begriff der Sozialen Rolle, der Maske oder Persona. Im Englischen wird es in Anlehnung an die Rollensoziologie George Herbert Meads oft mit „I“ übersetzt (vgl. Dylan Evans: Wörterbuch der Lacanschen Psychoanalyse, S. 141).

### Ich (moi)
Das Ich (moi) ist ebenfalls im ‚je speculaire‘ bereits angelegt, stellt aber eine „sekundäre Identifikation“ dar bzw. den „Stamm der sekundären Identifikationen“, das heißt den Ursprung der narzisstischen Identifikation des Ichs mit seinem Größen-Selbst. Das Ich (moi) ist eine Form der „Imago“ (Das Spiegelstadium, S. 65), nach welcher sich das Subjekt hin orientiert und das ihm als Ideal gilt, dem es sich „asymptotisch“ anzunähern versucht (S. 64). Letztlich ist dieses idealisierte Bild aber unerreichbar, weil es „auf einer fiktiven Linie situiert“ ist (S. 64). Es funktioniert nur als „Versprechen zukünftiger Ganzheit“ (Evans: Wörterbuch der Lacanschen Psychoanalyse, S. 279).
Wenn das Ich (je) mit „I“ übersetzt werden kann, so wird das Ich (moi) im Englischen gelegentlich mit dem Begriff „Ego“ übersetzt. Lacan bezeichnet es auch in Anlehnung an Sigmund Freud als „Ideal-Ich“ (Das Spiegelstadium, S. 64). Obwohl er im Spiegelstadium-Aufsatz von einem „je-idéal“ schreibt (wovon er sich seit einer Neuauflage des Aufsatzes 1966 in einer Anmerkung ausdrücklich wieder distanziert), verwendet er im weiteren Verlauf seines Werkes den passenderen Begriff „moi-idéal“, um den Freudschen Begriff des Ideal-Ichs zu bezeichnen.
Dieses imaginäre „Ideal-Ich“ ist für Lacan jedoch nicht zu verwechseln mit dem „Ich-Ideal“, das dem Subjekt als Vorbild dient und auf dem seine symbolische Existenz beruht. Das Ich-Ideal beruht auf der Einführung des Subjekts in die Ordnung der Sprache und des Symbolischen, das Ideal-Ich dagegen auf der imaginären Erfahrung des Spiegelstadiums. Im ersten Fall unterwirft sich das Subjekt dem großen Anderen und seinen Signifikanten, im zweiten Fall bespiegelt es sich selbst im Bild seiner körperlichen Einheit. (Mehr zu den Begriffen Ich, Ich-Ideal, Ideal-Ich und Über-Ich vgl. Evans: Wörterbuch der Lacanschen Psychoanalyse, S. 139–143.)

### Ich ist ein Anderer
Die Spaltung des Ichs in je und moi (die im Deutschen sprachlich kaum adäquat darstellbar ist) führt Lacan zu seinem berühmt gewordenen Satz: „Das Ich ist nicht das Ich.“ („Le je n’est pas le moi.“) Denn: „Ich ist ein Anderer“, wie Lacan den Dichter Arthur Rimbaud zitiert – der Andere, dessen Bild dem Subjekt als Ideal-Ich (moi) gilt, und dem es sein Ich (je) anzunähern versucht, liegt außerhalb des eigenen Körpers.

## Der Blick der Mutter und das Begehren
Im Spiegelstadium beginnt das Kind, nicht nur sich selbst, sondern auch andere wahrzunehmen. Dies kann sogar im Spiegel selbst geschehen, wenn das Kind mit der Gestalt im Spiegel zu spielen und es nachzuahmen beginnt. Im Spiegel sieht es sich, als wäre es ein anderer, und erfährt dadurch zugleich, wie es selbst von anderen gesehen wird. Vor allem ist es der Blick der Mutter, durch den das Kind diese Außenperspektive auf das eigene Selbst erfährt. In diesem Alter beginnt für das Kind eine der grundlegenden Fragen seiner weiteren Existenz: ‚Wie sehen mich die anderen?‘
So entsteht durch den Blick der Mutter (oder einer anderen Person) eine erste duale Beziehung zwischen Ich und Nicht-Ich, welche die Grundlage aller weiteren zwischenmenschlichen Objektbeziehungen bildet. Diese Beziehungen sind stets von einem Mangel geprägt, weil das Objekt, der „kleine andere“ (Objekt klein a), prinzipiell unerreichbar ist – unerreichbar sowohl in Form des Spiegelbilds als auch in Form des anderen Menschen, mit dem eine Rückkehr in den Zustand der frühkindlichen Symbiose, in dem Ich und Nicht-Ich noch ungeschieden waren, unmöglich ist.
Dieser Mangel, der zum Wesen des Imaginären gehört, bildet die Grundlage des Begehrens des Subjekts und damit die Ursache seiner gesamten Psychodynamik, seines inneren Antriebs. Auch in diesem Sinne ist das Spiegelstadium also die Grundlage der Ich-Konstitution: Erst durch den Anderen wird das Ich zu einem Wesen, das sich zu seiner Außenwelt tätig verhält, indem es begehrt.

## Bedeutung des Spiegelstadiums in Lacans Werk
Nachdem das Konzept des Spiegelstadiums bereits recht früh formuliert worden war, arbeitete Lacan zeit seines Lebens mit dieser Konzeption, auch wenn er sie später eher allgemein unter dem Begriff des Imaginären fasste. Im Verlauf seines weiteren Werks korrigierte er auch einige Einseitigkeiten seiner ursprünglichen Konzeption, indem er etwa das Spiegelstadium immer weniger als biographisches Ereignis betonte, sondern es vielmehr als grundlegende Struktur des Subjekts begriff:
„Das Spiegelstadium ist weit davon entfernt, nur ein Ereignis zu sein, das in der Entwicklung des Kindes erfolgt. Es illustriert die konfliktreiche Natur der dualen Beziehung.“ (Seminar IV. Die Objektbeziehung [1956–57])
Insgesamt fasste Lacan die Bedeutung des Spiegelstadium wie folgt zusammen:
„[Das Spiegelstadium] ist ein Phänomen, dem ich zwei Werte zuordne. Erstens enthält es einen historischen Wert, da es einen entscheidenden Wendepunkt in der geistigen Entwicklung des Kindes markiert. Zweitens ist es typisch für die wesentlich libidonöse Beziehung mit dem Körper-Bild.“ (Some reflections on the ego [1951], in: Int. J. Psycho-Anal., Bd. 34/1953, S. 14, zit. nach: Evans: Wörterbuch der Lacanschen Psychoanalyse, S. 278)

## Rezeption und Kritik
Die 1936 erstmals der Öffentlichkeit vorgestellte Theorie des Spiegelstadiums stellte Lacans erste bedeutende Neuerung innerhalb der psychoanalytischen Lehre dar und machte ihn sowohl innerhalb der Psychoanalyse wie auch darüber hinaus schlagartig bekannt. Der Einflussbereich der Theorie erstreckte sich dabei bis ins Feld der Kulturtheorie und der psychoanalytischen Filmtheorie. Der französische Antikolonialist Frantz Fanon verwendete Lacans Konzeption, um die Selbstwahrnehmung kolonialer Minderheiten zu erklären. Sie beruhe auf einem entfremdeten Selbstbild, das durch den verinnerlichten Blick der fremden Kolonialherren verzerrt sei.
Gleichwohl war das Konzept des Spiegelstadiums innerhalb der Psychoanalyse – wie Lacans Theorie überhaupt – nicht unumstritten. Bereits die Frage, inwiefern Lacans Interpretation des kindlichen Verhaltens vor dem Spiegel wirklich aus einer „Verzückung“ über die erstmalige Vollständigkeit des Selbstbildes und damit als erster Schritt zur Herausbildung des Ichs zutreffend ist, ist nicht eindeutig zu beantworten. Ob Lacan die Vorgänge im Inneren des Kindes mit seiner Theorie korrekt nachzeichnet, muss letztlich offenbleiben und ist experimentell nur schwer oder gar nicht überprüfbar. Die Konzeption des Spiegelstadiums, die zwar auf empirischen, letztlich aber auf in verschiedenen Weisen interpretierbaren Beobachtungen beruht, fußt auf metapsychologischen Annahmen, die sich aufgrund ihres spekulativen Charakters einer empirischen Überprüfbarkeit tendenziell entziehen. So gehört die Frage nach der Entstehung und Funktionsweise des Selbstbewusstseins zu den noch immer ungelösten Fragen sowohl der Psychologie wie auch der Philosophie.
Konkret kritisiert wurde an der Theorie des Spiegelstadiums unter anderem Lacans biologistische Tendenz. So zieht Lacan immer wieder Sachverhalte aus der Tierwelt heran, um das Spiegelstadium beim Menschen zu erklären, indem er sowohl Tauben als auch Wanderheuschrecken als allgemeine Belege für die Existenz von Spiegelbeziehungen und Formen von Mimikry anführt, ohne ihre Übertragbarkeit und Bedeutung für psychologische Zusammenhänge zu hinterfragen. (Vgl. Hanna Gekle: Tod im Spiegel. Zu Lacans Theorie des Imaginären, S. 53)
Auch wurde oft die Unangemessenheit des Lacanschen Konzepts im Ganzen kritisiert. Ganz wörtlich verstanden würde das Spiegelstadium ja etwa bedeuten, dass ein Kind, das nicht mit Spiegeln in Berührung kommt, Störungen in der Ich-Entwicklung aufweisen müsste. Auch erscheint die Fokussierung auf das ‚technische‘ Spiegelbild der Komplexität des Prozesses der Ich-Entstehung nicht angemessen. Jedoch ist fraglich, ob Lacan selbst diese Fokussierung so beabsichtigte. Eine weiter gefasste Interpretation des Spiegelstadiums als Beziehung zwischen Kind und Mutter leistet Peter Widmer in seinem Buch Subversion des Begehrens. Eine Einführung in Jacques Lacans Werk (S. 26–36). Auch Dylan Evans schreibt: „Auch wenn es keinen Spiegel gibt, sieht der Säugling sein Verhalten im imitierenden Verhalten der Erwachsenen oder in dem anderer Kinder reflektiert. Durch diese Imitation fungiert die andere Person als Spiegelbild.“ (Wörterbuch der Lacanschen Psychoanalyse, S. 276)
Eine alternative psychoanalytische Konzeption der Entstehung des Ichs bietet die durch die Arbeiten Melanie Kleins geprägte Objektbeziehungstheorie, die von Psychoanalytikern wie William R. D. Fairbairn oder Donald Winnicott vertreten wird, wobei Winnicott sich ausdrücklich positiv auf Lacans Thesen zum Spiegelstadium bezieht. Winnicott bezeichnet den Blick der Mutter als „Vorläufer des Spiegels“: Die Augen der Mutter spiegeln, einem menschlichen Spiegel gleich, den Blick des Kindes zurück und vermitteln so Geborgenheit, Zuwendung und Akzeptanz. „Die Mutter schaut das Kind an, und wie sie schaut, hängt davon ab, was sie selbst erblickt.“ (Winnicott: Vom Spiel zur Kreativität, S. 129). Der Begriff der Spiegelung sowie der „Spiegelübertragung“ spielt auch in Heinz Kohuts Theorie des Narzissmus eine entscheidende Rolle, wobei Kohut unter der Spiegelübertragung ausschließlich eine zwischenmenschliche Übertragungsbeziehung versteht. Andere Leseweisen zum Verhältnis zwischen dem Kind und seinem Bild bieten auch Julia Kristeva, Jessica Benjamin oder Jean Laplanche.

## Das Spiegelstadium in der Literatur und Sprachtheorie
In Bildungs- und Entwicklungsromanen wie Johann Wolfgang von Goethes Wilhelm Meisters Lehrjahre und anderen Texten entwickelt sich der Protagonist durch Reflexion. Diese lässt sich mit Lacans Theorie auf ein Gespräch mit sich selbst, also zwischen je und moi, herunterbrechen. In Sehnsucht nach der Reduktion der Differenz besteht für den Protagonisten und seine Psyche die Möglichkeit, die Differenz – also das Erkennen der Zerstückelung und Unvollständigkeit – zu akzeptieren oder durch Taten zu vervollständigen. (Siehe: Pagel, Gerda: Lacan Einführung: Im Banne des Spiegels –„Ich ist ein anderer“)
Im Kampf zwischen den beiden Polen „Ich“ (moi) und „Du“ (je) steht in Lacans erstem Spiegelstadium des Ich nur die Sehnsucht nach Anerkennung durch das Du. Der Andere fungiert hier nur als Spiegel, der die Vollständigkeit des Ich bestätigen soll und damit eines eigenen Wertes beraubt wird. Für das Ich ist hier das Du zuallererst nur ein Instrument zur Stärkung des Egos. Doch Ziel des reflektierenden Gespräches ist es, das Du als eigenständiges Ich anzuerkennen und ihm damit eine eigene Existenzberechtigung zuzuschreiben. Sprachtheoretisch nach Ferdinand de Saussure steht hier die Integration ins Relationssystem der Sprache (Langage) an vorderster Stelle, ansonsten gleicht die Art des Gesprächs einem Monolog. (Siehe: Lang, Hermann: Die Sprache und das Unbewusste. Jacques Lacans Grundlegung der Psychoanalyse, Frankfurt am Main 1998)
Bei Jaques Lacan sind die Spiegelstadien Stufen der Persönlichkeitsentwicklung und so mit dem Prinzip der Reflexion verbunden. Diese Stadien können in Texten inhaltlich gekennzeichnet sein:
- Beispiel Johann Wolfgang von Goethes Wilhelm Meisters Lehrjahre: Der Titelheld Wilhelm Meister trifft auf seiner Entwicklungsreise immer wieder Frauen. Die Gründe, weshalb er sie anziehend findet oder die Sympathie auf Gegenseitigkeit beruht, spiegeln den Fortschritt der Reflexionsstadien wider: Solange er narzisstisch unreflektiert handelt, kommt der Protagonist nur mit Frauen zurecht, die ihn nicht kritisieren. Er benutzt diese Frauen, um sich selbst bestätigen zu lassen, da er es selbst nicht kann. Erst, als er sich in seiner Selbstwahrnehmung besser sehen kann, da er seine Unvollkommenheiten zulässt, findet er eine Partnerin auf Augenhöhe. Mit ihr tritt er ins Gespräch und kann dabei sich selbst völlig zwanglos reflektieren. Dabei entdeckt er seine sozialen und medizinischen Fähigkeiten und kann durch diese Existenzstärkung aus seinen narzisstischen Charakterzügen ausbrechen. Dadurch ist die Differenz zwischen dem Je und dem Moi (des Spiegelbildes) nicht mehr unermesslich groß oder er kann die Differenz aushalten, akzeptieren und sich selbst damit annehmen, ohne eigenverliebt zu sein.